# Omar Alexander Cardenas
Omar Alexander Cardenas (nacido el 23 de marzo de 1995) es un fugitivo estadounidense y presunto miembro de Pierce Street Gang en Los Ángeles que fue agregado a la lista de los diez fugitivos más buscados del FBI el 20 de julio de 2022. Es buscado por asesinato y por fuga ilegal para evitar el enjuiciamiento, y las autoridades sospechan que huyó a México para evitar el arresto. Cárdenas fue el fugitivo número 528 en ser incluido en la lista de los diez fugitivos más buscados del FBI. Reemplazó a Eugene Palmer quien fue eliminado de la lista sin ser capturado. El FBI ofrece una recompensa de hasta $100,000 dólares por información que conduzca a su captura.

## Asesinato
El 15 de agosto de 2019 se sospecha que Cárdenas disparó y mató a Jabali Dumas, un hombre de 46 años, afuera de Hair Icon Barber Shop en el vecindario de Sylmar en Los Ángeles (California). El jefe de LAPD, Michael Moore, declaró que Cárdenas disparó nueve tiros a Dumas desde aproximadamente 30 pies de distancia golpeándolo en la cabeza. La víctima murió en el lugar y Cárdenas fue visto huyendo en su vehículo. No está claro si el sospechoso y la víctima se conocían antes del tiroteo. Cárdenas fue acusado del asesinato en abril de 2020.

## Fugitivo
Cárdenas fue acusado de vuelo ilegal para evitar el enjuiciamiento en septiembre de 2021. El FBI ha declarado que Cárdenas pudo haber huido a México o también puede estar en el sur de California , donde tiene familiares y amigos. El FBI también ha declarado que puede estar trabajando como trabajador de la construcción.